# موش جنگلی آرورای لوزون
موش جنگلی آرورای لوزون (نام علمی: Apomys aurorae)، یک موش جنگلی بومی آرورا در جزیرۀ لوزون، فیلیپین است.